# Trügerische Sicherheit

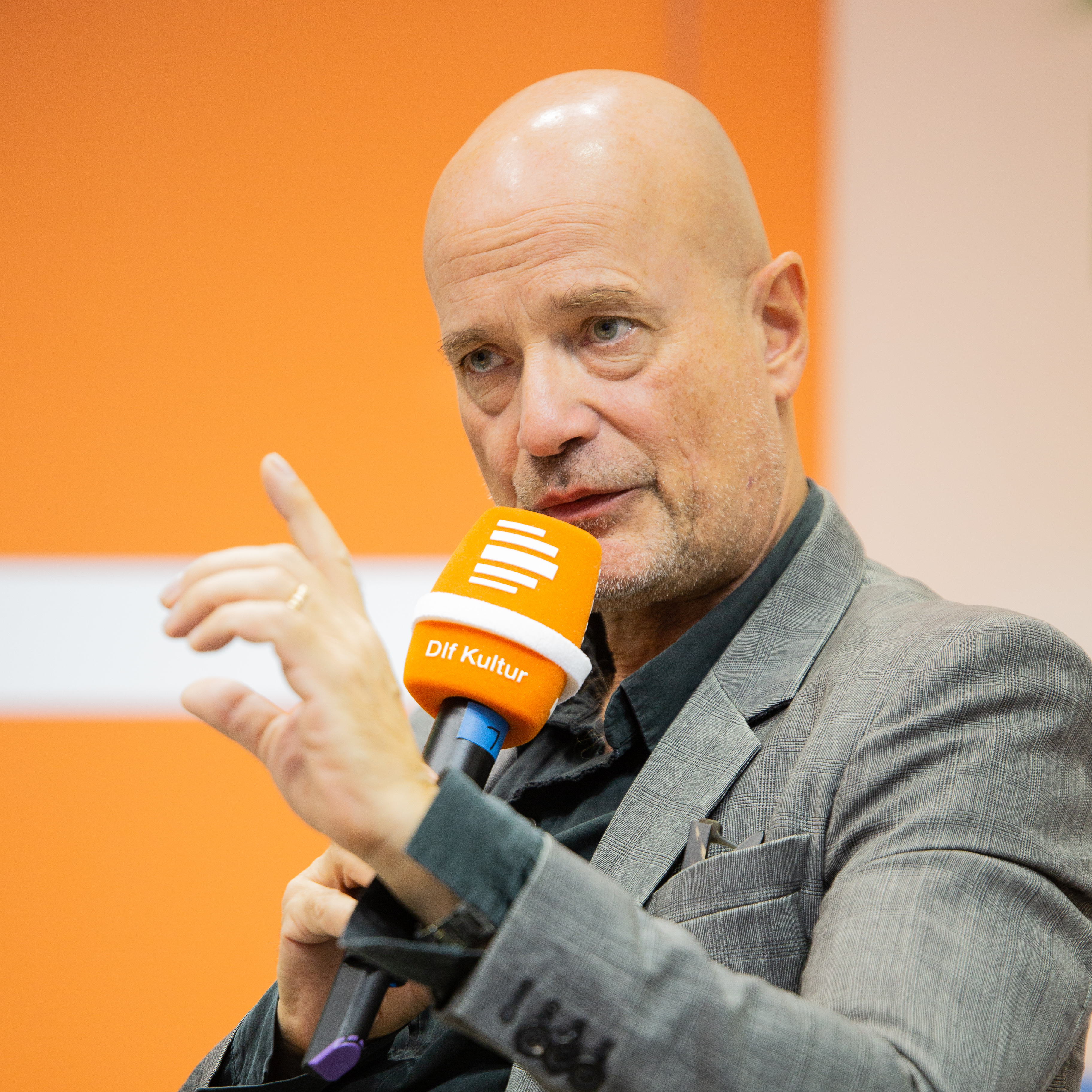
Christian Berkel spielt Lokalpolitiker Mittendorf (Foto von 2018)

Trügerische Sicherheit ist ein deutscher Fernsehfilm aus dem Jahr 2022. Er wurde am 4. April 2022 erstmals im Montagabendprogramm des ZDF im Fernsehen ausgestrahlt.

## Handlung
Jonas Neimann arbeitet als Personenschützer für Minister Magnus Mittendorf, zu dem er trotz Einhaltung der beruflichen Professionalität ein fast freundschaftliches Verhältnis hat, nachdem Mittendorf sich vor ein paar Jahren unkompliziert um seine kranke Mutter gekümmert hat. Sein Job verlangt unbedingte Loyalität zu der zu beschützenden Person, alles ist streng geregelt. Jonas hat eine Beziehung zu der neuen aufstrebenden Pressesprecherin Katharina Borba, die beide in ihrem Arbeitsumfeld allerdings diskret geheim halten. Katharina bringt mit ihren innovativen Ideen und dem geschickten Einsatz von Social Media auf dem politischen Parkett viel Potential mit, sodass Pressechef Lenterer ihr im Gespräch mit Mittendorf das Wort abschneidet oder ihre Ideen als seine präsentiert, da er in ihr eine ernsthafte Konkurrentin sieht.
Als Mittendorf Katharina eines Tages spontan, nachdem seine Frau ihm abgesagt hatte, als Begleitung in ein Konzert einlädt, zeigt sich bei Jonas leichte Eifersucht. Als sich Katharina nach einem politischen Erfolgserlebnis mit anschließender feucht-fröhlichem Beisammen nicht auf Jonas’ Nachrichten reagiert und Mittendorf ihr am nächsten Tag einen großen Blumenstrauß kauft, wird Jonas noch misstrauischer. Schließlich gelingt es Jonas, mit Katharina zu sprechen. Sie berichtet ihm von der Feier. Sie habe sich betrunken in Mittendorfs Büro hingelegt, später sei Mittendorf gekommen und habe sie begrapscht und schließlich auf sie ejakuliert. Jonas möchte, dass sie ihn anzeigt. Sie möchte dies jedoch nicht, weil sie mehr Schaden für sich fürchte, und bittet Jonas, sich in der Angelegenheit nicht einzumischen. Katharina arbeitet wenig später für eine andere Ministerin und reduziert den Kontakt zu Jonas nahezu völlig.
Jonas gelingt es, über Videoaufnahmen des Sicherheitsdienstes die Geschehnisse der Feiernacht zumindest durch die Kamera im Vorzimmer von Mittendorfs Büro nachzuvollziehen. Hier sieht man, wie Mittendorf kurze Zeit nach Katharina das Büro betritt und es wenig später mit geöffneter Hose wieder verlässt. Jonas hadert mit sich und seinem Job, er spricht auch mit seinem Vorgesetzten über das Video. Dieser sagt, dies sei kein Beweis und es liege auch keine Anzeige vor. Er rät ihm, seine Aufgaben professionell zu Ende zu führen. Bei einem der nächsten öffentlichen Auftritte Mittendorfs wird der Minister von einem Mann mit einem Messer angegriffen, Jonas kann diesen jedoch erfolgreich abwehren und wird so zum Retter seines Schützlings. Bei einem späteren Treffen mit Mittendorf sagt Jonas, dass er nicht mehr für ihn arbeiten werde und er drei Tage habe, um Selbstanzeige zu stellen. Auf die Antwort, dies hätte auch für ihn negative Konsequenzen, erwidert Jonas, dass er diese in Kauf nehmen würde.
Wenig später erfährt Jonas, dass der Minister von all seinen Ämtern zurückgetreten ist, und findet in der Post eine Kopie der Selbstanzeige. Als Jonas später Katharina auf der Straße trifft und sie weggehen möchte, sagt er ihr nur, er habe dies nicht für sie getan, sondern für sich. Es täte ihm leid, aber er hätte es so tun müssen. Als er davongeht, ruft Katharina ihm ein „Jonas?“ nach, woraufhin er sich umdreht.

## Produktion
Der Film wurde vom 26. Mai 2021 bis zum 25. Juni 2021 in Hamburg und Umgebung gedreht.

## Rezeption

### Kritiken
Das Lexikon des internationalen Films gibt dem Film 2 von 5 Sternen. Es beschreibt den Film als ein Fernsehdrama „über das Dilemma zwischen Loyalität und dem Wissen um mögliche Übergriffigkeit. Die Inszenierung ist allerdings uneinheitlich und vermag die Konflikte nicht dramaturgisch überzeugend auszuarbeiten, sodass sich der in seinen Aussagen zum Umgang mit Missbrauchsopfern überdeutliche Film arg zerdehnt ausnimmt.“
Martina Kalweit gibt dem Film in ihrer Besprechung bei tittelbach.tv insgesamt 4 von 6 möglichen Sternen. Das Geschehen werde aus der Perspektive von Personenschützer Neimann betrachtet, dessen Job ihn in einen Loyalitätskonflikt bringe, als sich privates und berufliches nicht mehr trennen lassen. Der Ansatz, #MeToo hier aus einer Männerperspektive anzugehen, sei neu und ungewöhnlich und dabei gut anzuschauen. Gewissensfragen und berufliche Abhängigkeiten würden ins Zentrum gestellt. Christian Berkel, Friederike Becht und Max Simonischek seien eine gute Besetzung für dieses TV-Drama.
Oliver Armknecht gibt dem Film in seiner Kritik auf film-rezensionen.de insgesamt 7 von 10 Punkten. Max Simonischek sei eine gute Besetzung für den Protagonisten, der sein eigenes Handeln hinterfragen muss. Obwohl ein Personenschützer im Mittelpunkt der Geschichte stehe, blieben Action und Gefahren dieses Berufs im Hintergrund, während eine unerwartet nachdenkliche Seite in den Vordergrund tritt.  Ein wenig unglücklich sei, dass allgemein moralische Überlegungen mit dem #MeToo-Thema verbunden werden, im Endeffekt seien diese Themen trotz bestehender Zusammenhänge zu unterschiedlich. Auch wenn der Zuschauer nicht den erwarteten Thriller bekommt, sondern ein Drama mit grundsätzlichen Moralfragen und #MeToo-Überlegungen, sei der Film für den Kritiker durchaus sehenswert.

### Einschaltquote
Die Erstausstrahlung des Films am 4. April 2022 im ZDF sahen insgesamt 5,46 Millionen Zuschauer. Dies entsprach einem Marktanteil von 18,7 %. Damit war Trügerische Sicherheit der Film mit der größten Reichweite in der Primetime an diesem Montagabend.